# Batalha de Nikolayevka
Batalha de Nikolayevka foi uma batalha ocorrida em 1943, durante a Segunda Guerra Mundial. 
Parte da Batalha de Stalingrado, opôs as forças do Corpo Alpini do 8° Exército italiano contra os quatro batalhões da Frente Voronezh soviética. 
Após o conflito, a vila de Nikolayevka foi absorvida pela vizinha Livenka.